# Реверди, Пьер
Пьер Реверди́ (фр. Pierre Reverdy; 13 сентября 1889, Нарбонна — 17 июня 1960, Солем, Сарта) — французский поэт.

## Биография и творчество
Из семьи церковных скульпторов, резчиков по камню. Учился в Тулузе и Нарбонне. В 1910 прибыл в Париж. На Монмартре встретился с Аполлинером, Максом Жакобом, Бретоном, Арагоном, Супо, Тцара. Сотрудничал с Пикассо, Браком, Матиссом, А.Лораном. Поэзия этих лет («Кровельные плитки», 1918; «Осколки неба», 1924) вдохновлена кубизмом в живописи. В первом сюрреалистическом манифесте Андре Бретон назвал Реверди «величайшим поэтом того времени». По словам Луи Арагона, для Бретона, Супо, Элюара и его самого, Реверди был «непосредственным старейшиной, образцовым поэтом».
В 1917—1918 издавал журнал «Север-Юг», где печатал дадаистов и сюрреалистов. Шестнадцать номеров журнала были опубликованы с 15 марта 1917 года по 15 октября 1918 года. Считается, что название для своего периодического издания Реверди позаимствовал от линии парижского метро, в котором в 1910 году был проложен маршрут от Монмартра до Монпарнаса.
В 1926 году Реверди отказывается от богемного мира, сжигает многие из своих рукописей перед собранием друзей и вместе со своей женой Генриеттой переезжает в небольшой дом, расположенный в непосредственной близости от Солемского аббатства Святого Петра. Исключая некоторые периоды, когда он посещал Париж, Солем был домом писателя в течение следующих тридцати лет. Здесь были созданы его лучшие поэтические книги — «Источники ветра» (1929), «Металлолом» (1937), «Песнь мертвых» (1948). Поэтический авторитет Реверди у современников на протяжении десятилетий оставался бесспорным и непогрешимым.

## Отношения с Коко Шанель
Одни из самых прочных и глубоких отношений связывали Реверди с модельером Коко Шанель. Их романтическая связь длилась с 1921 по 1926 год. Однако и после разрыва они продолжали поддерживать дружеские отношения в течение почти сорока лет. Шанель укрепила уверенность Реверди в собственном таланте, поддержала его творческие способности и, в дальнейшем, помогала смягчить его финансовую нестабильность, тайно покупая рукописи поэта через своего издателя.
Считается, что известные афоризмы, приписываемые Шанель, были созданы при участии Реверди.

## Произведения
- Poèmes en prose (1915)
- La lucarne ovale (1916)
- Quelques poèmes (1916)
- Le voleur de Talan (1917, роман)
- Les ardoises du toit (1918, с рисунками Ж.Брака)
- La guitare endormie (1919, с рисунками Х.Гриса)
- Self defence (1919, статьи и эссе о литературе)
- Étoiles peintes (1921, с офортом А.Дерена)
- Cœur de chêne (1921)
- Cravates de chanvre (1922, с офортами Пикассо)
- Les épaves du ciel (1924)
- Écumes de la mer (1925, портрет автора работы Пикассо)
- Grande nature (1925)
- La peau de l’homme (1926, народный роман)
- Le gant de crin (1927)
- La balle au bond (1928, портрет работы Модильяни)
- Sources du vent (1929, портрет работы Пикассо)
- Flaques de verre (1929)
- Pierres blanches (1930, портрет и фронтиспис М. Шагала)
- Risques et périls (рассказы 1915—1928)
- Ferraille (1937)
- Plein verre (1940)
- Plupart du temps (1945, стихотворения 1915—1922)
- Visages (1946, с литографиями Матисса)
- Le chant des morts (1948, с литографиями Пикассо)
- Le livre de mon bord (1948, заметки 1930—1936)
- Main d'œuvre (1949, стихи 1913—1949)
- Une aventure méthodique (1950, с литографиями Брака)
- Cercle doré (1953, с литографией Брака)
- Au soleil du plafond (1955, с литографиями Хуана Гриса)
- En vrac (1956, заметки о литературе)
- La liberté des mers (1959, с иллюстрациями Ж.Брака)

## Публикации на русском языке
- [Стихи]// Я пишу твоё имя, Свобода: Французская поэзия эпохи Сопротивления. М., Художественная литература, М., 1968
- [Стихи]// Западноевропейская поэзия XX века. М.: Художественная литература, 1977, с.586-590
- [Стихи]// Семь веков французской поэзии в русских переводах. СПб: Евразия, 1999, с.566-568
- [Стихи]// Французская поэзия: Антология. Перевод В. М. Козового. М.: Дом интеллектуальной книги, 2001, с.177-187
- Кубизм, или Поэзия на холсте// Пространство другими словами: Французские поэты XX века об образе в искусстве. СПб: Изд-во Ивана Лимбаха, 2005, с.29-33